# エドワード・ドナル・トーマス
エドワード・ドナル・トーマス（Edward Donnall Thomas、1920年3月15日 - 2012年10月20日）はアメリカ合衆国の内科医。シアトルのワシントン大学元教授。テキサス州ウェーコ生まれ。
白血病の治療法として骨髄移植を開発した事で知られる。1990年にヨセフ・マレーと共に、ノーベル生理学・医学賞を受賞した。

## 経歴
テキサス大学オースティン校で化学と化学工学を学び、1941年に学士号、1943年に修士号を取得。在校中に学生結婚し、、三人の子供を持った。1943年、ハーバード・メディカルスクールに入学。1946年にM.D.を受け取る。このころから妻は家族を支えるために実験技術者となる。以降、二人は親密に働いた。
2012年10月20日、心臓病のために死去。92歳没。

## 受賞歴
- 1987年 - カール・ラントシュタイナー記念賞
- 1990年 - ガードナー国際賞、アメリカ国家科学賞、ノーベル生理学・医学賞
- 1992年 - ジョージ・M・コーバー・メダル